# All of the Lights
Az All of the Lights Kanye West amerikai hiphopzenész kislemeze. A számot 2011. január 18-án adták ki, a My Beautiful Dark Twisted Fantasy című 2010-es album negyedik kislemezeként. Számtalan előadó vett részt a munkálatokban, többek között Rihanna, Alicia Keys, Kid Cudi, Fergie és Elton John.

## Háttér
A szám szerzője és producere is Kanye West volt, melyet 2010-ben vettek fel. Szám szerint 14 előadó hangja hallható a dalban.

## Videóklip
2011 januárjában forgatták a videót, melyet Hype Williams rendezett. Hivatalosan 2011. február 19-én jelent meg. Később egy alternatív verzió is megjelent a kislemezhez. Az Epilepsy Action nevű szervezet kérésére adták ki a második változatot az egészségre káros neon fények miatt.

## Elért helyezések
| Slágerlista (2011)                   | Legjobb helyezés |
| ------------------------------------ | ---------------- |
| Ausztrália (ARIA)                    | 24               |
| Franciaország (SNEP)                 | 52               |
| Írország (IRMA)                      | 13               |
| Kanada (Canadian Hot 100)            | 53               |
| Skócia (The Official Charts Company) | 14               |
| Svájc (Schweizer Hitparade)          | 46               |